# Casos de familia
Casos de familia fue un programa de televisión estadounidense de género talk show producido por Venevisión International Productions para Venevisión y Venevisión Plus en Venezuela, para Univision en los Estados Unidos y Ve Plus para América. Es presentado desde 2012 por Tere Marín. Hasta el año 2015 cuando ya Univision cambio de programación, quien sustituyó a Judith Grace, la conductora del mismo desde su estreno (el 26 de enero de 2004).
Este formato también tiene una versión brasileña con el mismo nombre, que fue transmitida por SBT desde el 18 de mayo de 2004 y desde entonces nunca salió del aire.

## Formato
En la hora del programa se presentan dos o tres casos llenos de problemas entre los seres humanos, desde familiares, noviazgos, vecinos, etc. Se van presentando a cada uno de los panelistas, que intervienen para cada caso; quienes van exponiendo desde su punto de vista la situación en como ven, dónde se encuentran y que hacen o no para solucionar un problema.
Ya que están todos en el foro y conforme se va conociendo la situación de cada persona hacen que se confronten, para tratar de arreglar el problema, pero esto sucede muy poco, ya que por un lado se agarran del chongo, como vulgarmente se dice; en ocasiones de manera literal. Con esto solo crean morbo, se vuelven tendencioso y no se solucionan los problemas.
En cuanto a Judith Grace, que es la conductora, funge como la intermediaria entre los exponentes y hace la labor de guía dentro del programa, desde la presentación, hasta la intervención en las conversaciones, tanto para amonestar, callar, retirar del programa a alguna persona o bien para comprender cada situación y que el público la comprenda.

## Cambio de conductora
Tere Marín es la nueva presentadora de Casos de Familia en su nueva temporada desde 2012. Tere Marín nació en Monterrey NL, presentadoras bilingües en la televisión especializada en entretenimiento y programas de espectáculos. Condujo el Show Ellas con las estrellas por más de 9 años logrando una permanencia pocas veces vistas en la televisión en México.
Tere Marin fue llamada a conducir el programa Estrellas Hoy en LA California para la empresa Liberman Broadcasting, comercialmente llamada Estrella TV, y ahora estará en Univision dirigiendo “Casos de Familia”.